# La Curtidora (Avilés)

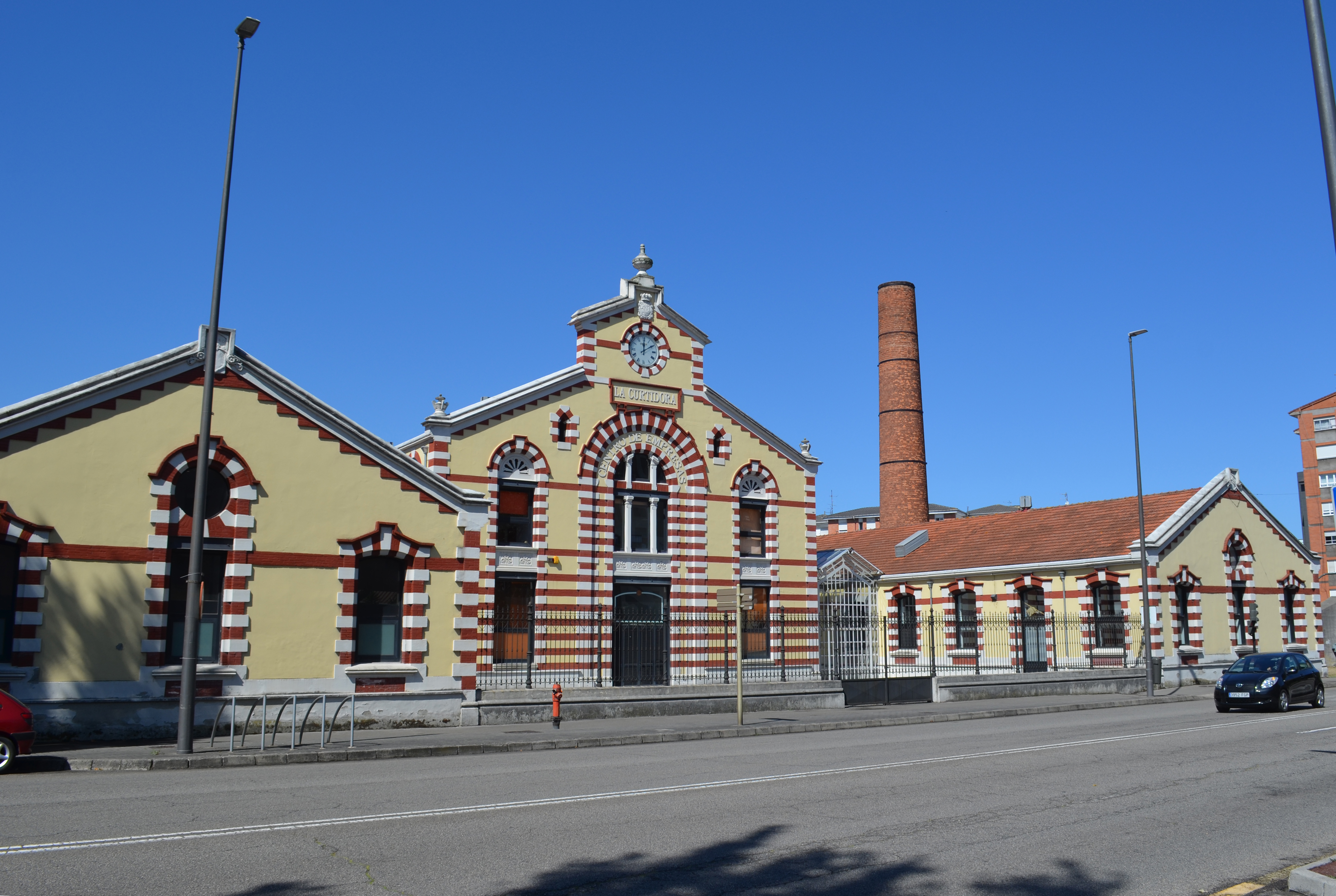
La Curtidora

La Curtidora es la antigua Fábrica de Curtidos Maribona Hermanos ubicada en el concejo asturiano de Avilés (España). Actualmente es un parque empresarial gestionado por la empresa pública municipal Sociedad de Desarrollo La Curtidora, S.A.

## Historia
La fábrica de curtidos fue levantada entre 1901 y 1902 por Sociedad Avilés Industrial en la zona del actual barrio de Versalles, de la mano de José y Francisco Rodríguez Maribona, dos indianos regresados de Cuba. Gracias a la fortuna que consiguieron amansar, impulsaron en su villa de origen la Compañía del Tranvía Eléctrico de Avilés, la Banca Maribona y las azucareras de Villalegre y Veriña (Gijón). Su periodo de decadencia coincidió con el de la Banca Maribona, abandonando la fábrica hasta su recuperación por parte del Ayuntamiento en 1988. Durante años se encontró en ruina y tras sufrir un incendio fue rehabilitada a comienzos de los años 90 por el arquitecto Fernando Nanclares. Fue adaptada entonces como incubadora de empresas, uso que mantiene hoy en día, conocida como La Curtidora. En 1991 el barrio impulsó la Asociación Deportiva La Curtidora, club de voleibol femenino comarcal.

### Descripción
El conjunto arquitectónico está constituido por tres naves longitudinales y una chimenea de ladrillo. La nave central sobresale por su notable altura sobre las otras dos, que tienen mayor longitud. Todos los ángulos, vanos (escarzanos y de medio punto) y óculos son decorados con alternancia de dovelas rojas y blancas, otorgando un característico juego cromático a todo el conjunto. La fachada principal de la nave central cuenta con un reloj en el frontón que se correspondía con el linternón corrido. En la rehabilitación, unas galerías de cristal unieron las naves originales. En 2020 fue intervenida su chimenea debido a una grieta.